# Anisodes rothschildi
Anisodes rothschildi là một loài bướm đêm trong họ Geometridae.